# Ecaepomia latiantenna
Ecaepomia latiantenna är en stekelart som beskrevs av Wang 2001. Ecaepomia latiantenna ingår i släktet Ecaepomia och familjen brokparasitsteklar. Inga underarter finns listade i Catalogue of Life.